# Shamakhi
Shamakhi ( azeri: Şamaxı) é um dos cinqüenta e nove rayones do Azerbaijão. A capital é a cidade de Şamaxı. É o centro histórico da região de Shirvan. 
A cidade está a 70 milhas (110 km) a oeste de Baku. Tem mais de 20 mil habitantes, entre eles azeris (95%) e russos. Shamakhy era famosa por suas dançarinas tradicionais, e os bailarinos Shamakhi. Embora Shamakhy ter sofrido ataques, terremotos e o cerco, ela continua rica em monumentos históricos e culturais, entre eles o do chefe Zinda Baba perto do assentamento de Maraza.
Na sua história de onze grandes terremotos abalaram Shamakhi, mas cada vez que a cidade foi reconstruída por seus moradores, devido ao seu papel como capital econômica e administrativa do Shirvan e uma das cidades-chave no caminho da Rota da Seda. O único edifício que sobreviveu a oito dos onze terremotos é um marco a Mesquita Juma (século oitavo dC).

## Território e população
Este rayon é possuidor uma superfície de 1.611 quilômetros quadrados, os quais são o lugar de uma população composta por umas 85.308 pessoas. Por onde, a densidade populacional se eleva a cifra dos 52,95 habitantes por cada quilômetro quadrado deste rayon.

## Economia
A região está dominada pela agricultura. Destacam-se as produções de milho e batatas, e as explorações pecuaristas. Por outra parte a mineração. Há depósitos de minério de ferro, cobalto e cobre.

## Cidade Irmã
- Eder, Turquia